# Szegfűs forradalom
A szegfűs forradalom (portugálul: Revolução dos Cravos vagy 25 de Abril, Április 25.) egy 1974. április 25-én végrehajtott baloldali katonai fordulat, amely Portugáliában véget vetett az Estado Novo rezsimnek, amely 1933 óta diktatórikusan vezette az országot. A forradalom eleinte a rendszert ellenző Fegyveres Erők Mozgalmához tartozó katonai vezetők puccsaként indult, majd később polgári ellenállássá alakult.
A forradalom neve abból a tényből ered, hogy nem járt véráldozattal, illetve Celeste Caeiro, egy pacifista éttermi munkás szegfűket adott az utcán menetelő katonáknak, amikor a nép az utcára vonult, hogy megünnepelje a diktatúra végét. A szegfűket a fegyverek csövébe, illetve a katonák egyenruhájára tűzték fel. Portugáliában manapság április 25. nemzeti ünnepnek számít, amit a Szabadság Napjának neveznek (Dia da Liberdade).

## Történelem
Portugáliában 1933 óta autoriter diktatúra volt bevezetve,az Estado Novo, amely az 1926-os portugáliai puccs következményeként jött létre. A szegfűs forradalom elindított egy demokratikus átmenetet, amelynek keretében megszűnt az autoriter rendszer és fokozatosan demokratikus rendszer épült ki az országban. Ez a folyamat jelentős társadalmi, gazdasági, területi, demográfiai és politikai változást hozott az országba. Az átmenet két évig tartott, amíg az új alkotmányt nem írták meg, ezalatt a bal és jobboldali erők komoly vitát és politikai harcot vívtak egymás ellen.
Annak ellenére hogy a puccisták rádiós közleményben kérték a lakosságot otthonmaradásra, az emberek a hírre kimentek a közterekre a puccsistákkal karöltve. Az események hatására véget ért a rendkívül népszerűtlenné vált Portugál gyarmati háború.
Alacsonyrangú portugál katonatisztek egy csoportja szervezte meg a Fegyveres Erők Mozgalmát, amelynek a tagjai közt voltak olyan gerillák, akik a portugál gyarmatok függetlenségéért harcoltak Afrikában. A szegfűs forradalom után, az új, átmenetet vezető hatalom megkezdte a tárgyalásokat az afrikai portugál gyarmatok függetlenségéért harcoló mozgalmakkal. 1974 végéig Portugál Guineából kivonultak a portugál csapatok, és kikiáltották az ország függetlenségét. 1975-ben hasonlóképp történt Mozambikban, a Zöld-foki-szigeteken, São Tomé és Príncipén és Angolában. Végül Kelet-Timorból is kivonták a portugál csapatokat és kikiáltották a függetlenséget. Az egykori gyarmatokról ezeknek következtében tömeges népvándorlás indult el az anyaország, Portugália felé, ahová több mint egy millió portugál menekült települt át.
Függetlenségi mozgalom indult az Azori-szigeteken és Madeirán is, utóbbi helyen létrejött a szélsőjobboldali FLAMA, amely a portugáliai baloldal megerősödése miatt akarta leginkább Madeira függetlenségét. Az Azori Felszabadítási Front kevésbé alkalmazott erőszakot, és mozgalmát kevésbé a politikai ideológia, inkább gazdasági és társadalmi érdekek motiválták. E két régió végül autonómiát kapott Lisszabontól.
A forradalom következtében új alkotmányt vezettek be, betiltották a cenzúrát, bevezették a szólásszabadságot és a politikai foglyokat szabadon engedték.

## Forradalom hatása

### Portugál demokratikus átmenet
Miután a Nemzeti Megmentés Tanácsa puccsot hajtott végre, úgynevezett Folyamatos Forradalmi Hadművelet zajlott le, ami 1975 novemberééig tartott. Itt egy viharos időszakon ment keresztül az ország: 1975. március 11-én elbukott a szélsőjobboldali, Salazar-rezsimmel szimpatizálók puccsa, majd 1975. november 25-én a szélsőbaloldali puccskísérlet is megbukott. Ezek a puccsisták Portugáliát kommunista államként képzelték el a jövőben. Így Portugália elindult a demokratizálódás irányába.

### Dekolonizáció
1974 előttig a gyarmati háború Portugália költségvetésének 40%-át emésztette fel. Habár Guineau-Bissau már 1973-ban de facto független volt, a nagyobb városok még portugál ellenőrzés alatt álltak. Angolában és Mozambikban a vidéki területeken a függetlenségi mozgalmak olyan erőssé váltak, hogy a portugál hadsereg visszavonult a területről.
A szegfűs forradalom egyik következménye lett, hogy azonnal visszavonták a portugál csapatokat a gyarmati területekről valamint civil afrikai portugálok százezrei tértek vissza az anyaországba, Portugáliába.

### Vallásszabadság
Az 1976-ban elfogadott alkotmány értelmében teljes vallásszabadság lett, minden nem-katolikus gyülekezet ugyanolyan jogokat kapott és gyülekezési jogot kaptak. A katolikus egyház folytatta a misszióit.